# Cittadella universitaria dell'Università degli studi Mediterranea di Reggio Calabria
La Cittadella universitaria dell'Università degli studi Mediterranea è un complesso architettonico di tre edifici costruiti al servizio dell'Università di Reggio Calabria per ospitare presso delle sedi moderne ed uniche tutte le attività didattiche.

## Descrizione
La cittadella si compone di tre grandi complessi autonomi, ma collegati tra loro da sentieri e strade che ne garantiscono la connessione.
Essendo edificata su di una collina, i tre corpi della cittadella sono distribuiti su tre diversi livelli di altezza. Il punto più alto è il plesso della facoltà di agraria che riprende lo stile classico italiano, pulito e senza fregi con tetti spioventi in tegole.
Nel livello intermedio si colloca il dipartimento di ingegneria, edificio in stile futurista, costruito sul modello idealizzato di grande circuito stampato in posizione verticale. L'aula magna si caratterizza per essere una mezza sfera autonoma dagli altri corpi fabbrica, come se dovesse rappresentare un transistor innestato nella scheda, aspetto ricalcato anche dagli altri edifici che compongono il livello.
Il terzo complesso è il gruppo di costruzioni che ospita i dipartimenti di architettura, giurisprudenza, economia e scienze della formazione primaria (DIGIES); realizzato in stile moderno e razionalista, è caratterizzato dall'uso di forme squadrate e dalla presenza di ampie vetrate.
In particolare spiccano le due torri circolari inglobate nell'intero complesso e le quattro torri quadrate che si affacciano dal promontorio sulla città, le quali dal basso danno la sensazione di torri difensive con diverse feritoie.